# 프리스코 (텍사스주)

위치.

프리스코(Frisco)은 텍사스주의 작은 도시이다.
2010년 인구조사에 따르면 도시 인구는 116,989명이다.
2017년 2월 1일 기준으로, 이 도시는 161,170명의 인구가 있을 것으로 추산된다.

## 인구
| 인구조사              | 인구    | Note | %±     |
| --------------------- | ------- | ---- | ------ |
| 1910년                | 332     |      | —      |
| 1920년                | 733     |      | 120.8% |
| 1930년                | 618     |      | −15.7% |
| 1940년                | 670     |      | 8.4%   |
| 1950년                | 736     |      | 9.9%   |
| 1960년                | 1,184   |      | 60.9%  |
| 1970년                | 1,845   |      | 55.8%  |
| 1980년                | 3,420   |      | 85.4%  |
| 1990년                | 6,138   |      | 79.5%  |
| 2000년                | 33,714  |      | 449.3% |
| 2010년                | 116,989 |      | 247.0% |
| 2020년                | 207,748 |      | 77.6%  |
| U.S. Decennial Census |         |      |        |